# Dmitri Reiherd
Dmitri Aleksandrovitsj Reiherd (Oskemen, 8 januari 1989) is een Kazachse freestyleskiër. Hij vertegenwoordigde zijn vaderland op de Olympische Winterspelen 2006 in Turijn, op de Olympische Winterspelen 2010 in Vancouver, op de Olympische Winterspelen 2014 in Sotsji en op de Olympische Winterspelen 2018 in Pyeongchang.

## Carrière
Reiherd maakte zijn wereldbekerdebuut in februari 2005 in Sauze d'Oulx. Op de wereldkampioenschappen freestyleskiën 2005 in Ruka eindigde de Kazach als 45e op het onderdeel moguls en als 33e op het onderdeel dual moguls. In december 2005 scoorde hij in Tignes zijn eerste wereldbekerpunten. Tijdens de Olympische Winterspelen van 2006 in Turijn eindigde Reiherd als 33e op het onderdeel moguls.
In Madonna di Campiglio nam de Kazach deel aan de wereldkampioenschappen freestyleskiën 2007. Op dit toernooi eindigde hij als 21e op het onderdeel moguls en als 33e op het onderdeel dual moguls. In december 2007 behaalde hij in Tignes zijn eerste toptienklassering in een wereldbekerwedstrijd. Op 7 maart 2008 stond Reiherd in Åre voor de eerste maal in zijn carrière op het podium van een wereldbekerwedstrijd, een dag later boekte hij aldaar zijn eerste wereldbekerzege. Op de wereldkampioenschappen freestyleskiën 2009 in Inawashiro eindigde de Kazach als vijftiende op het onderdeel moguls en als 35e op het onderdeel dual moguls. Tijdens de Olympische Winterspelen van 2010 in Vancouver eindigde hij als achttiende op het onderdeel moguls.
In Voss nam Reiherd deel aan de wereldkampioenschappen freestyleskiën 2013. Op dit toernooi eindigde hij als 22e op het onderdeel moguls en als tiende op het onderdeel dual moguls. Op de Olympische Winterspelen van 2014 in Sotsji eindigde de Kazach als vijfde op het onderdeel moguls. 
Tijdens de wereldkampioenschappen freestyleskiën 2015 in Kreischberg eindigde hij als twaalfde op het onderdeel moguls en als vijfde op het onderdeel dual moguls. In de Spaanse Sierra Nevada nam Reiherd deel aan de wereldkampioenschappen freestyleskiën 2017. Op dit toernooi eindigde hij als vijfde op het onderdeel dual moguls en als achttiende op het onderdeel moguls. Tijdens de Olympische Winterspelen van 2018 in Pyeongchang eindigde de Kazach als achtste op het onderdeel moguls.

## Resultaten

### Olympische Spelen
| Jaar | Plaats      | Resultaten |
| ---- | ----------- | ---------- |
| 2006 | Turijn      | 33e Moguls |
| 2010 | Vancouver   | 18e Moguls |
| 2014 | Sotsji      | 5e Moguls  |
| 2018 | Pyeongchang | 8e Moguls  |

### Wereldkampioenschappen
| Jaar | Plaats               | Resultaten                 |
| ---- | -------------------- | -------------------------- |
| 2005 | Ruka                 | 45e Moguls 33e Dual Moguls |
| 2007 | Madonna di Campiglio | 21e Moguls 33e Dual Moguls |
| 2009 | Inawashiro           | 15e Moguls 35e Dual Moguls |
| 2013 | Voss                 | 22e Moguls 10e Dual Moguls |
| 2015 | Kreischberg          | 12e Moguls 5e Dual Moguls  |
| 2017 | Sierra Nevada        | 5e Dual Moguls 18e Moguls  |

### Wereldbeker
Eindklasseringen
| Seizoen   | Algm | MO     |
| --------- | ---- | ------ |
| 2005/2006 | 195e | 63e    |
| 2007/2008 | 34e  | 10e    |
| 2008/2009 | 51e  | 15e    |
| 2009/2010 | 36e  | 11e    |
| 2010/2011 | 92e  | 24e    |
| 2011/2012 | 46e  | 11e    |
| 2012/2013 | 103e | 18e    |
| 2013/2014 | 102e | 19e    |
| 2014/2015 | 198e | 43e    |
| 2015/2016 | 29e  | 7e     |
| 2016/2017 | 30e  | 5e     |
| 2017/2018 | 5e   | Zilver |
| 2018/2019 | 41e  | 8e     |
| 2019/2020 | 26e  | 4e     |

Wereldbekerzeges
| Datum           | Plaats      | Onderdeel   |
| --------------- | ----------- | ----------- |
| 8 maart 2008    | Åre         | Dual Moguls |
| 13 januari 2017 | Lake Placid | Moguls      |